# Southport (CDP, New York)
Pour les articles homonymes, voir Southport.
Southport est une census-designated place du comté de Chemung, dans l'État de New York, aux États-Unis,. En 2020, elle compte une population de 6 782 habitants.